# Brockhampton (musikgrupp)
Brockhampton var en amerikansk musikgrupp inom genren Hiphop, Rap och RnB. Gruppen har 15 medlemmar, och då är producenter, kameramän, beatmakers mm inräknade. Det finns totalt 6 sångare i gruppen, de flesta rappare men även sångare. 2018 blev en av grundarna, Ameer Vann, kickad på grund av sexuella trakaserier. Gruppen har släppt 6 album totalt: All american trash (2016), Deras ”Saturation” trilogi (Saturation I II III), iridecense(2018), och deras senaste album, Ginger(2019). Den 14 januari 2022 publicerade Brockhampton ett Instagram inlägg där gruppen förklarar att de tar farväl, på obestämd tid.